# Fritz Nitschke
Fritz Nitschke (ur. 1903, zm. ?) – zbrodniarz hitlerowski, członek załogi niemieckich obozów koncentracyjnych Neuengamme i Mauthausen-Gusen oraz SS-Oberscharführer.

## Życiorys
Członek NSDAP od 1 sierpnia 1932 i SS 1 sierpnia 1933. 1 lutego 1940 wstąpił, po krótkiej służbie w Wehrmachcie, do Waffen-SS. Od czerwca 1940 do 15 sierpnia 1944 pełnił służbę w obozie Neuengamme jako dowódca plutonu wartowniczego i strażnik odpowiedzialny za psy strażnicze. Następnie od 12 sierpnia 1944. Nitschke pełnił służbę w kompleksie obozowym Mauthausen. Od 5 października 1994 do 1 kwietnia 1945 był strażnikiem odpowiedzialnym za psy strażnicze w podobozie Wiener-Neudorf. Podobną funkcję pełnił w Gusen do 5 maja 1945. Brał udział w ewakuacji podobozu Wiener-Neudorf do obozu głównego Mauthausen w dniach 2–12 kwietnia 1945.
Nitszke współodpowiadał za zamordowanie dwóch jeńców radzieckich schwytanych podczas nieudanej próby ucieczki oraz za morderstwa popełnione podczas marszu śmierci z Wiener-Neudorf. W procesie załogi Mauthausen-Gusen (US vs. Ernst Walter Dura i inni) wymierzono mu karę 20 lat pozbawienia wolności.